# ASV Novo Selo-Pandrof
ASV Novo Selo-Pandrof, odnosno "nogometni klub Pandrof" je nogometni klub iz Austrije, iz Novog Sela kod Pandrofa.
Klub je oko kojeg se okupljaju gradišćanski Hrvati, hrvatska manjina u Austriji.

## Klupski uspjesi
- Hrvatski nogometni kup (Gradišće):

- prvaci:
- doprvaci:

- gradišćanska liga:
- gradišćansko prvenstvo u malom nogometu: